# 卡马莱斯
卡马莱斯（法語：Camalès，法語發音：[kamalɛs]）是法国上比利牛斯省的一个市镇，位于该省北部，属于塔布区。

## 地理
卡马莱斯（43°21'37"N, 0°4'29"E）面积4.67 平方千米，位于法国奧克西塔尼大區上比利牛斯省，该省份为法国西南部内陆省份，北至热尔省，西接大西洋比利牛斯省，南与西班牙接壤，东临上加龙省。
与卡马莱斯接壤的市镇（或旧市镇、城区）包括：比戈尔地区维克、巴济亚克、皮若、于纽阿、马尔萨克附近维勒纳沃。

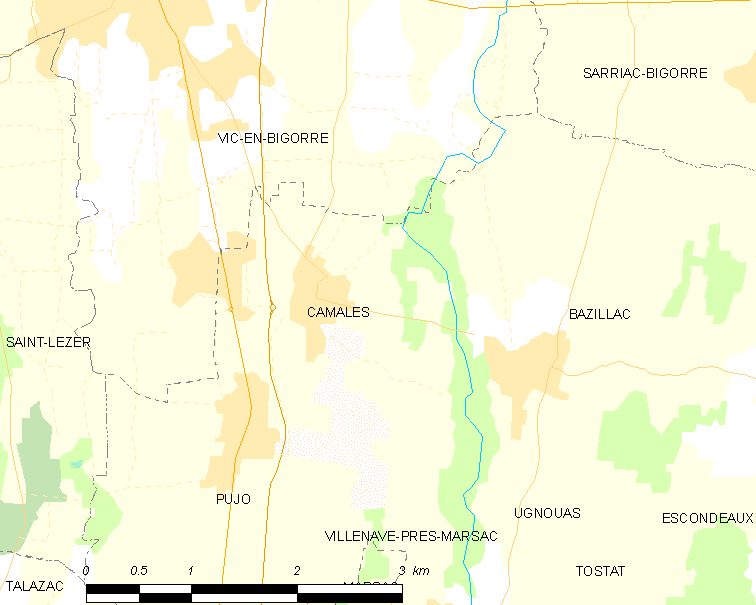
卡马莱斯的OSM定位图

卡马莱斯的时区为UTC+01:00、UTC+02:00（夏令时）。

## 行政
卡马莱斯的邮政编码为65500，INSEE市镇编码为65121。

## 政治
卡马莱斯所属的省级选区为比戈尔地区维克县。

## 人口

1962-2008年间卡马莱斯人口变化图示

卡马莱斯于2022年1月1日时的人口数量为377人。